# Bruno Langlois
Bruno Langlois (Matame, 1 maart 1978) is een Canadees wielrenner. Hij reed in het verleden voor onder meer Team Spidertech. Zijn belangrijkste overwinning behaalde Langlois in 2016 toen hij Canadees kampioen werd.

## Belangrijkste overwinningen
2010
1e etappe Vuelta a la Independencia Nacional
2012
7e en 8e etappe Vuelta a la Independencia Nacional
6e etappe Tour de Beauce
6e etappe Ronde van Guadeloupe
4e en 8e etappe Ronde van Rwanda
2013
6e etappe deel B Vuelta a la Independencia Nacional
2015
2e en 4e etappe Grote Prijs van Saguenay
2016
 Canadees kampioen op de weg, Elite
2018
3e etappe Ronde van Guadeloupe

## Ploegen
- 1999 –  Jet Fuel Coffee-Vitasoy
- 2005 –  Jittery Joe's-Kalahari Pro Cycling Team
- 2006 –  AEG Toshiba-Jetnetwork Pro Cycling Team
- 2007 –  Valee de L'Aluminium de Vinci
- 2009 –  Planet Energy
- 2010 –  Spidertech presented by Planet Energy
- 2011 –  Team Spidertech powered by C10
- 2013 –  Garneau-Québecor
- 2014 –  5 Hour Energy-Kenda
- 2015 –  Garneau-Québecor
- 2016 –  Garneau-Québecor
- 2017 –  Garneau-Québecor

Batty · Boily · Boivin (stagiair) · Doin-Poitras · Gilbert · Hunt · Lacombe · Langlois · Miller · Parisien · Plaice · Randell · Roth · C.Vives · M.Vives
Batty · D.Boily · E.Boily · Boivin · Cosette · Euser · Gilbert · Lacombe · Lambert-Lemay · Langlois · de Luna · Parisien · Randell · Roth · Vives
Anderson · Batty · Bell · Boily · Boivin · Euser · Gilbert · Houle · Lacombe · Lambert-Lemay · Langlois · de Luna · McCarty · Parisien · Randell · Roth · Routley · Tuft · Vives